# Hernandiowate
Hernandiowate (Hernandiaceae) – rodzina drzew i lian z rzędu wawrzynowców (Laurales). Należą do niej 4 rodzaje z ok. 55 gatunkami. Występują na wszystkich kontynentach w strefie tropikalnej i subtropikalnej, zwłaszcza w pasie wybrzeży oraz w kompleksach tropikalnych lasów nizinnych. Rośliny drzewiaste zawierające olejki eteryczne i alkaloidy. 
Drewno tych roślin ma lokalnie znaczenie użytkowe, służy m.in. do wyrobu łodzi i instrumentów (drewno Gyrocarpus wyróżnia się lekkością). Niektóre gatunki (Gyrocarpus americanus i Hernandia moerenhoutiana) wykorzystywane są w medycynie ludowej na wyspach Tonga. Hernandia nymphaeifolia sadzona jest przy ulicach w miastach strefy tropikalnej.

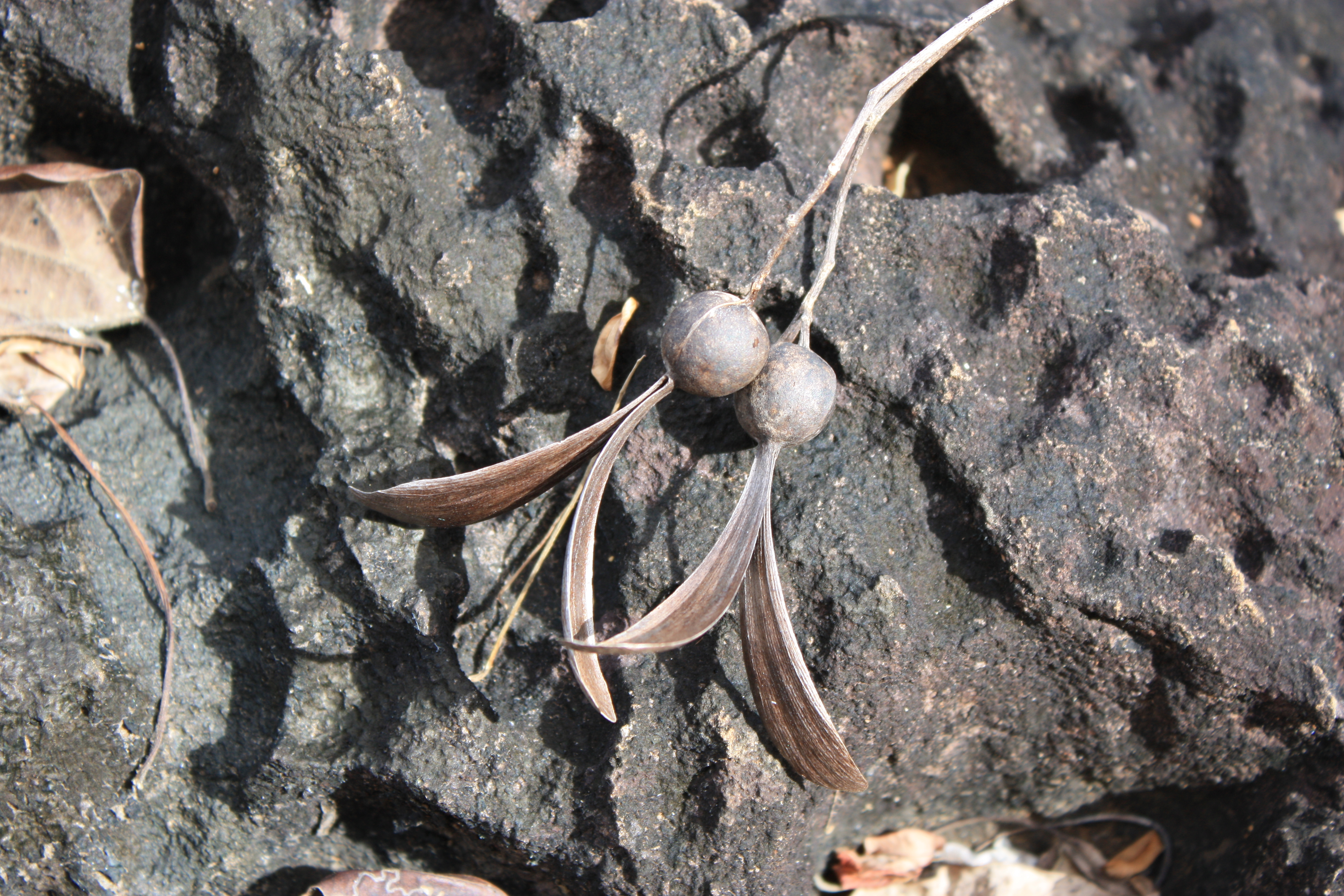
Owoce Gyrocarpus

## Morfologia
PokrójDrzewa, krzewy i liany, niektóre z silnie rozwiniętymi korzeniami szkarpowymi. U pnączy z rodzaju Sparattanthelium boczne odgałęzienia skierowane są w dół, funkcjonując jako zaczepy.
LiścieSkrętoległe, zwykle zimozielone, pojedyncze, zwykle całobrzegie, rzadko palczastosieczne (rodzaj Illigera). U niektórych przedstawicieli rodzaju Hernandia liście są tarczowate z ogonkiem osadzonym w środkowej części blaszki liścia. Przylistków brak.
KwiatyZwykle pojedyncze i obupłciowe, czasem jednopłciowe i zebrane w szczytowe wierzchotki. Okwiat niezróżnicowany na kielich i koronę z wolnymi lub zrośniętymi u podstawy listkami w liczbie od 4 do 10. Pręcików jest od 3 do 6, poza tym znajdują się w kwiecie prątniczki w liczbie od 8 do 10 ustawione w dwóch okółkach. Słupek dolny zbudowany jest z 7 do 10 owocolistków zrośniętych lub wolnych.
OwoceNiepękające i suche. U części gatunków skrzydlaki, u innych otoczone zrośniętymi na kształt balonu przysadkami. Nasiona z bielmem zredukowanym, wypełnione niemal w całości zarodkiem. U części przedstawicieli nasiona mają wypełnione powietrzem przestwory międzykomórkowe ułatwiające ich rozprzestrzenianie za pośrednictwem wody.

## Systematyka
Pozycja systematyczna według APweb (aktualizowany system APG IV z 2016)
Rodzina blisko spokrewniona jest z poleńcowatymi Monimiaceae i wawrzynowatymi Lauraceae, przy czym wskazywana jest jako siostrzana jednej lub drugiej rodzinie.
|  | Siparunaceae                                                                     |
|  |                                                                                  |
|  | \| \| Gomortegaceae \| \| \| \| \| \| oboczkowate Atherospermataceae \| \| \| \| |
|  |                                                                                  |
|  | Gomortegaceae                                                                    |
|  |                                                                                  |
|  | oboczkowate Atherospermataceae                                                   |
|  |                                                                                  |

|  | Gomortegaceae                  |
|  |                                |
|  | oboczkowate Atherospermataceae |
|  |                                |

|  | poleńcowate Monimiaceae                                                                |
|  |                                                                                        |
|  | \| \| hernandiowate Hernandiaceae \| \| \| \| \| \| wawrzynowate Lauraceae \| \| \| \| |
|  |                                                                                        |
|  | hernandiowate Hernandiaceae                                                            |
|  |                                                                                        |
|  | wawrzynowate Lauraceae                                                                 |
|  |                                                                                        |

|  | hernandiowate Hernandiaceae |
|  |                             |
|  | wawrzynowate Lauraceae      |
|  |                             |

|  | Siparunaceae                                                                     |
|  |                                                                                  |
|  | \| \| Gomortegaceae \| \| \| \| \| \| oboczkowate Atherospermataceae \| \| \| \| |
|  |                                                                                  |
|  | Gomortegaceae                                                                    |
|  |                                                                                  |
|  | oboczkowate Atherospermataceae                                                   |
|  |                                                                                  |

|  | Gomortegaceae                  |
|  |                                |
|  | oboczkowate Atherospermataceae |
|  |                                |

|  | poleńcowate Monimiaceae                                                                |
|  |                                                                                        |
|  | \| \| hernandiowate Hernandiaceae \| \| \| \| \| \| wawrzynowate Lauraceae \| \| \| \| |
|  |                                                                                        |
|  | hernandiowate Hernandiaceae                                                            |
|  |                                                                                        |
|  | wawrzynowate Lauraceae                                                                 |
|  |                                                                                        |

|  | hernandiowate Hernandiaceae |
|  |                             |
|  | wawrzynowate Lauraceae      |
|  |                             |

|  | Siparunaceae                                                                     |
|  |                                                                                  |
|  | \| \| Gomortegaceae \| \| \| \| \| \| oboczkowate Atherospermataceae \| \| \| \| |
|  |                                                                                  |
|  | Gomortegaceae                                                                    |
|  |                                                                                  |
|  | oboczkowate Atherospermataceae                                                   |
|  |                                                                                  |

|  | Gomortegaceae                  |
|  |                                |
|  | oboczkowate Atherospermataceae |
|  |                                |

|  | poleńcowate Monimiaceae                                                                |
|  |                                                                                        |
|  | \| \| hernandiowate Hernandiaceae \| \| \| \| \| \| wawrzynowate Lauraceae \| \| \| \| |
|  |                                                                                        |
|  | hernandiowate Hernandiaceae                                                            |
|  |                                                                                        |
|  | wawrzynowate Lauraceae                                                                 |
|  |                                                                                        |

|  | hernandiowate Hernandiaceae |
|  |                             |
|  | wawrzynowate Lauraceae      |
|  |                             |

|  | Siparunaceae                                                                     |
|  |                                                                                  |
|  | \| \| Gomortegaceae \| \| \| \| \| \| oboczkowate Atherospermataceae \| \| \| \| |
|  |                                                                                  |
|  | Gomortegaceae                                                                    |
|  |                                                                                  |
|  | oboczkowate Atherospermataceae                                                   |
|  |                                                                                  |

|  | Gomortegaceae                  |
|  |                                |
|  | oboczkowate Atherospermataceae |
|  |                                |

|  | poleńcowate Monimiaceae                                                                |
|  |                                                                                        |
|  | \| \| hernandiowate Hernandiaceae \| \| \| \| \| \| wawrzynowate Lauraceae \| \| \| \| |
|  |                                                                                        |
|  | hernandiowate Hernandiaceae                                                            |
|  |                                                                                        |
|  | wawrzynowate Lauraceae                                                                 |
|  |                                                                                        |

|  | hernandiowate Hernandiaceae |
|  |                             |
|  | wawrzynowate Lauraceae      |
|  |                             |

Podział rodziny
Podział na dwie podrodziny nastąpił ok. 76 milionów lat temu. Grupa koronna rodziny wyodrębniła się ok. 96–120 milionów lat temu.
podrodzina Hernandioideae – znamię tarczowate, brak cystolitów:
- Hernandia L.
- Illigera Blume

podrodzina Gyrocarpoideae Pax – znamię główkowate, obecne cystolity, owoce ze skrzydełkami:
- Gyrocarpus Jacq.
- Sparattanthelium Mart.